# Polnische Badmintonmeisterschaft 1972
Die Polnische Badmintonmeisterschaft 1972 fand vom 2. bis zum 3. Dezember 1972 in Kołobrzeg  statt. Es war die 9. Austragung der Titelkämpfe. 

## Medaillengewinner
| Disziplin    | Gold                                                        | Silber                                                 | Bronze |
| ------------ | ----------------------------------------------------------- | ------------------------------------------------------ | --- |
| Herreneinzel | Wiesław Danielski (Wrocław)                                 | Jerzy Szczerbicki (Łódź)                               | Zygmunt Skrzypczyński (Wrocław) Włodzimierz Kacprzak (Łódź)                                                       |
| Dameneinzel  | Irena Karolczak (Wrocław)                                   | Bogusława Płonek (Łódź)                                | Lidia Baczyńska (Wrocław) Maria Muszak (Kraków)                                                                   |
| Herrendoppel | Wiesław Danielski (Wrocław) Zygmunt Skrzypczyński (Wrocław) | Feliks Kościelski (Poznań) Mirosław Żyniewicz (Poznań) | Andrzej Dryżałowski (Olsztyn) Lesław Markowicz (Olsztyn) Jerzy Grzywniak (Łódź) Jerzy Szczerbicki (Łódź)          |
| Damendoppel  | Lidia Baczyńska (Wrocław) Irena Karolczak (Wrocław)         | Maria Domańska (Kraków) Maria Muszak (Kraków)          | Bożena Rachelska (Poznań) Teresa Złoczewska (Poznań) Małgorzata Izydorczak (Warschau) Teresa Masłowska (Warschau) |
| Mixed        | Leszek Nowakowski (Warschau) Hana Snochowska (Warschau)     | Lucjan Gibas (Gdańsk) Elżbieta Malinowska (Gdańsk)     | Mirosław Szymański (Szczecin) Jolanta Proch (Szczecin) Sławomir Włoszczyński (Wrocław) Teresa Łuczak (Wrocław)    |